# ادمون ماروکیان
ادمون هراچیکی ماروکیان (ارمنی: Էդմոն Հրաչիկի Մարուքյան؛ زادهٔ ۱۳ ژانویهٔ ۱۹۸۱ در وانادزور) وکیل و سیاست‌مدار اهل ارمنستان است. وی از سال ۲۰۱۲ نماینده مجلس ملی جمهوری ارمنستان می‌باشد. ماروکیان از سال ۲۰۱۵ رهبری حزب ارمنستان روشن برعهده دارد. وی از دانشگاه مینه‌سوتا فارغ‌التحصیل شده‌است.